# Transistor (álbum)
Transistor es el cuarto álbum de estudio de la banda estadounidense de rock alternativo, 311, que fue publicado el 5 de agosto de 1997 por Capricorn Records. El álbum vio un cambio en el estilo musical del grupo, ya que menos canciones cuentan con rap en comparación con los álbumes anteriores de la banda.
Tras su lanzamiento, Transistor recibió críticas negativas, quienes sintieron que era demasiado largo y autocomplaciente. Retrospectivamente, sin embargo, el álbum ha sido recibido más positivamente y fue certificado con Disco de Platino por la RIAA.

## Composición
Con un tiempo de 67 minutos y 59 segundos y 21 pistas (más dos pistas ocultas), Transistor es el álbum más largo de 311 y, hasta su álbum Mosaic de 2017, fue su único álbum que contenía más de dieciséis pistas. Originalmente, Transistor estaba destinado a ser un álbum doble, pero finalmente todas las canciones se colocaron en un solo disco. Nick Hexum admitió que hacer demasiadas canciones en poco tiempo para Transistor fue un error.
Si bien todavía utiliza su sonido de rock alternativo en muchas canciones, Transistor vio a 311 alejarse de su sonido influenciado por el hip hop de sus álbumes anteriores por un sonido más influenciado por el reggae, como se aprecia en canciones como «Prisoner», «Inner Light Spectrum», «Running», «Rub a Dub» y «Stealing Happy Hours». Sin embargo, su estilo rap rock todavía está presente en algunas canciones como «Galaxy», «No Control», «Tune In», «Starshines» y «Borders». Transistor también contiene elementos del dub, el rock espacial y el funk.

## Recepción
Transistor recibió una crítica mixta de AllMusic, quien comentó que «un proyecto de esta magnitud está casi condenado a fracasar, y Transistor casi lo hace», y señaló que había suficientes canciones buenas para un álbum de 30 a 40 minutos, pero tenía demasiado mucho relleno. Nominaron la canción principal como la única selección de canciones del álbum.
El álbum ha recibido críticas de The A.V. Club, quienes señalaron que «Con 21 canciones repartidas en 68 minutos, el disco ha recibido muchos castigos críticos solo por su excesiva duración», y lo llamaron un «ejercicio triste y tedioso de reggae de chicos blancos, rap de chicos blancos, dub de chicos blancos y rock de chicos blancos», concluyendo que la banda podría sufrir un «estilo de combustión de carrera como Spin Doctors en el futuro».
Entertainment Weekly también criticó el álbum, afirmando que presenta «algunas de las rimas más débiles y dub de pan blanco derivado de la memoria reciente» y concluyó que la banda no conocía «la delgada línea entre la experimentación y la autoindulgencia». Rolling Stone también criticó el álbum, diciendo que estaba «intentando demasiado expandir sus horizontes sonoros», y comentó cómo parecen cambiar de mala gana su estilo musical.
Sin embargo, de manera retrospectiva, el álbum fue recibido positivamente años más tarde, por ejemplo, por Consequence of Sound, comparándolo con el álbum Sgt. Pepper's Lonely Hearts Club Band de The Beatles, al comentar que «los sencillos no son lo que hace que Transistor sea genial; son los cortes profundos que tocas una y otra vez, tratando de captar el significado», concluyendo que el álbum es «único». Con el tiempo, Transistor ha desarrollado seguidores de culto y se ha convertido en uno de los favoritos de los fanáticos, lo que eventualmente llevó a la banda a interpretar el álbum en su totalidad el 6 de agosto de 2011 frente a más de 10,000 fanáticos. Esto se hizo en su propio Festival Pow Wow, creado para conmemorar el 14.º aniversario del álbum.

## Lista de canciones
| CD    |                                                                    |                            |                                |          |  |
| N.º   | Título                                                             | Letras                     | Voz principal                  | Duración |  |
| 1.    | «Transistor»                                                       | Hexum, SA Martinez, Sexton | Nick Hexum                     | 3:02     |  |
| 2.    | «Prisoner»                                                         | Hexum, Martinez            | Hexum, SA Martinez             | 2:50     |  |
| 3.    | «Galaxy»                                                           | Martinez, Sexton           | Martinez                       | 2:52     |  |
| 4.    | «Beautiful Disaster»                                               | Hexum                      | Hexum                          | 4:01     |  |
| 5.    | «Inner Light Spectrum»                                             | Martinez, Sexton           | Martinez                       | 3:41     |  |
| 6.    | «Electricity»                                                      | Hexum                      | Hexum                          | 2:34     |  |
| 7.    | «What Was I Thinking»                                              | Hexum                      | Hexum                          | 2:38     |  |
| 8.    | «Jupiter»                                                          | Hexum, Martinez, Sexton    | Hexum, Martinez                | 2:45     |  |
| 9.    | «Use of Time»                                                      | Hexum                      | Hexum                          | 4:23     |  |
| 10.   | «The Continuous Life»                                              | Martinez, Sexton           | Martinez                       | 3:30     |  |
| 11.   | «No Control»                                                       | Hexum, Martinez            | Hexum, Martinez                | 3:09     |  |
| 12.   | «Running»                                                          | Tim Mahoney, Martinez      | Martinez                       | 3:42     |  |
| 13.   | «Color» (Instrumental)                                             | Sexton                     |                                | 1:53     |  |
| 14.   | «Light Years»                                                      | Hexum                      | Hexum                          | 2:27     |  |
| 15.   | «Creature Feature»                                                 | Martinez, Aaron Wills      | Martinez                       | 2:38     |  |
| 16.   | «Tune In»                                                          | Martinez, Sexton           | Martinez                       | 2:19     |  |
| 17.   | «Rub a Dub»                                                        | Hexum                      | Hexum                          | 2:41     |  |
| 18.   | «Starshines»                                                       | Hexum, Martinez, Sexton    | Hexum, Martinez                | 2:36     |  |
| 19.   | «Strangers»                                                        | Hexum                      | Hexum                          | 2:40     |  |
| 20.   | «Borders»                                                          | Martinez, Sexton           | Martinez, Hexum                | 2:45     |  |
| 21.   | «Stealing Happy Hours» (Contiene pista inst. oculta «Enter Space») | Hexum                      | Hexum («Stealing Happy Hours») | 5:49     |  |
| 67:59 |                                                                    |                            |                                |          |  |

| Bonus track - Versión en japonés |        |                 |                 |          |  |
| N.º                              | Título | Letras          | Voz principal   | Duración |  |
| 22.                              | «Gap»  | Hexum, Martinez | Martinez, Hexum | 2:10     |  |

| Outtakes |                                                          |                                |                 |          |  |
| N.º      | Título                                                   | Letras                         | Voz principal   | Duración |  |
| 25.      | «Grifter»                                                | Hexum, Martinez                | Hexum, Martinez | 2:53     |  |
| 26.      | «Writer's Block Party»                                   | Hexum, Martinez, Sexton, Wills | Hexum, Martinez | 2:54     |  |
| 27.      | «Earth People»                                           | Martinez, Sexton               | Martinez        | 2:20     |  |
| 28.      | «The Quickening»                                         | Martinez                       | Martinez        | 2:23     |  |
| 29.      | «Everything»                                             | Martinez, Sexton               | Martinez        | 1:46     |  |
| 30.      | «Old Funk» (Instrumental)                                | Hexum                          |                 | 2:39     |  |
| 31.      | «Space Funk» (Instrumental)                              | Hexum                          |                 | 2:35     |  |
| 32.      | «Lemming»                                                | Hexum, Sexton                  | Hexum           | 4:06     |  |
| 33.      | «(White Man) in Hammersmith Palais» (cover de The Clash) | Joe Strummer, Mick Jones       | 311             | 3:52     |  |

## Personal
Créditos adaptados de las notas del álbum.
| 311 - Nick Hexum – vocalista principal, guitarra, programación - SA Martinez – voces, tornamesa - Chad Sexton – batería, percusión, programación - Tim Mahoney – guitarra - Aaron Wills – bajo | Producción - 311 – productor - Scotch Ralston – productor, ingeniero, mezclas - John Ewing Jr. – ingeniero asistente - Wade Norton - apoyo técnico - Joe Gastwirt – masterización |

## Posicionamiento en listas
| Lista (1997)                   | Mejor posición |
| ------------------------------ | -------------- |
| Estados Unidos (Billboard 200) | 4              |

## Ventas y certificaciones
| País                                               | Organismo certificador | Certificación | Ventas certificadas | Ref.   |
| Ventas                                             | Ventas                 | Ventas        | Ventas              | Ventas |
| -------------------------------------------------- | ---------------------- | ------------- | ------------------- | ------ |
| Estados Unidos                                     | RIAA                   | Platino       | 1 000 000*          | [ 11 ] |
| *Cifras de ventas basadas solo en certificaciones. |                        |               |                     |        |